# F. R. 리비스
프랭크 레이먼드 "F. R." 리비스 CH (영어: Frank Raymond "F. R." Leavis)는 영국의 20세기 초중반에 활동한 문학평론가이다. 케임브리지 대학교 다우닝 칼리지와 요크 대학교에서 교수로 지냈다. 리비스는 1950년대와 1960년대의 가장 중요한 영문학 평론가 중 한 명으로 꼽힌다.
리비스는 1895년 영국 케임브리지에서 태어났다. 장학생으로 임마누엘 칼리지에서 역사학을 수학했으며 제1차 세계대전 동안 영국 퀘이커의 친우앰뷸런스부대(Friends' Ambulance Unit)에서 활동했다. 전후에 대학을 졸업하고 영문학으로 전공을 바꾸었다. 1927년 수습 교수가 되었으며 1931년 다우닝 칼리지 영문학 연구감독으로 임명되었고, 30년 동안 다우닝 칼리지에서 근무했다. 비평지 《스크루티니》(Scrutiny)를 창간하여 1953년까지 편집했다.
1978년 컴패니언 오브 아너를 수훈했으며 1978년 사망하였다.